# مقصد سياحي
الوجهة أو المقصد في السياحة هي المنطقة الجغرافية التي تمثل وجهة الرحلة. لا تُنجز السياحة فقط في أوقات فراغ المسافرين بل قد تكون جزءًا من ساعات العمل كرحلة عمل أو رحلة رسمية ولها أيضًا وجهة سفر محددة.

## طالع أيضًا
- معالم جذب سياحي